# Hisaya Naoki
Hisaya Naoki (久弥 直樹 (Cửu Mi Trực Thụ) tên khai sinh là Hayashi Naoki (林 直樹 (Lâm Trực Thụ))) là một nhà biên kịch người Nhật từng làm việc cho Tactics, Key và Siesta, nhưng vào năm 2006, ông hoạt động độc lập. Hisaya được biết đến nhiều nhất với vai trò là người viết kịch bản chính cho visual novel Kanon khi làm việc với Key. Thêm vào đó, ông còn tham gia thực hiện các tác phẩm MOON., ONE ~Kagayaku Kisetsu e~ và Moon Childe. Ông cũng nổi tiếng với bộ manga Sola, Hisaya đã viết gần như toàn bộ kịch bản cho phiên bản đầu tiên của tác phẩm này. Ông còn tham gia thực hiện một vài dōjin bằng biệt danh Cork Board.

## Sự nghiệp
Hisaya Naoki khởi đầu sự nghiệp viết văn của mình khi tham gia biên kịch cho các visual novel người lớn do công ty Tactics, thuộc quyền nhà xuất bản Nexton, phát triển từ năm 1997. Đầu tiên, ông làm việc với tựa game thứ hai của công ty này là MOON., kế đến là ONE ~Kagayaku Kisetsu e~ vào năm 1998. Sau khi hoàn tất ONE, Hisaya cùng nhiều nhân viên thực hiện MOON. và ONE, trong đó có Maeda Jun, Hinoue Itaru, Orito Shinji và OdiakeS, đã rời Tactics và đến làm việc cho công ty phát hành trò chơi điện tử Visual Art's, nơi họ cùng nhau thành lập Key (một công ty con thuộc quyền Visual Art's). Tại Key, Hisaya đã lên kế hoạch và viết gần như toàn bộ kịch bản cho Kanon, phát hành năm 1999, nhưng ngay sau khi Kanon xuất xưởng, ông xin từ chức và rời khỏi Key. Sau đó, Hisaya thành lập nhóm sáng tác một số dōjin rồi tham gia Comiket và C Revo, hai hội nghị truyện tranh, từ năm 1999 đến năm 2002. Năm 2003, Hisaya đã gia nhập nhóm dōjin "Black box", nơi ông đã cùng thực hiện visual novel dōjin đầu tay của họ là Limit Off. Hisaya còn viết cả lời cho ca khúc chủ đề của trò chơi là "Real intention", công việc mà vì một lý do nào đó ông chưa từng thử trước đây. Tuy nhiên, dù đã dự đoán trước kết quả, vào tháng 8 năm 2003, dự án này bị đình trệ và không thể tái thực hiện thêm lần nào nữa. Năm 2004, Hisaya bắt đầu làm việc với hãng sản xuất trò chơi điện tử Siesta, ông đã làm trợ lý kịch bản cho tựa game đầu tiên của họ là Moon Childe, được phát hành trong tháng 12 năm 2005. Sau đó, Hisaya một lần nữa rời khỏi công ty trong quá trình làm việc, nhưng tại Comiket 70 diễn ra vào tháng 8 năm 2006 đã thông báo rằng ông hiện đang hợp tác với họa sĩ Nanao Naru để thực hiện loạt manga Sola với vai trò là nhà biên kịch chính. Khi Sola được chuyển thể thành anime vào năm 2007, Hisaya đã phụ trách biên kịch cho 5 trong tổng số 15 tập của bộ phim. Ông cũng là tác giả của dòng manga Sola, minh họa bởi Abeno Chako.